# Чангоши

Национальный флаг чангошей

Чангоши (венг. csángók, также чанго — от венг. Csángó; рум. Ceangău чянгэу, мн. ч. Ceangăi) — одна из наименее изученных субэтнических групп, составляющих венгерское национальное меньшинство на территории современной республики Румыния — в частности, в румынской провинции Молдова. Проживают в основном в горных и предгорных районах Карпат. 
По неофициальным оценкам, численность чангошей может достигать 250 тыс. человек, тогда как перепись населения Румынии зарегистрировала 1370 чангошей. По другим данным, их численность составляет 310 тыс. человек. Высокие неофициальные оценки численности чангошей опираются на убеждение, что все католики, живущие в Молдове — это перешедшие на румынский язык чангоши. В докладе Комитета по науке, культуре и образованию Совета Европы от 4 мая 2001 г. содержится следующее утверждение: «Хотя не все согласны с подобным утверждением, однако полагают, что от 60 000 до 70 000 человек говорят на чангошском диалекте венгерского языка». 

## История

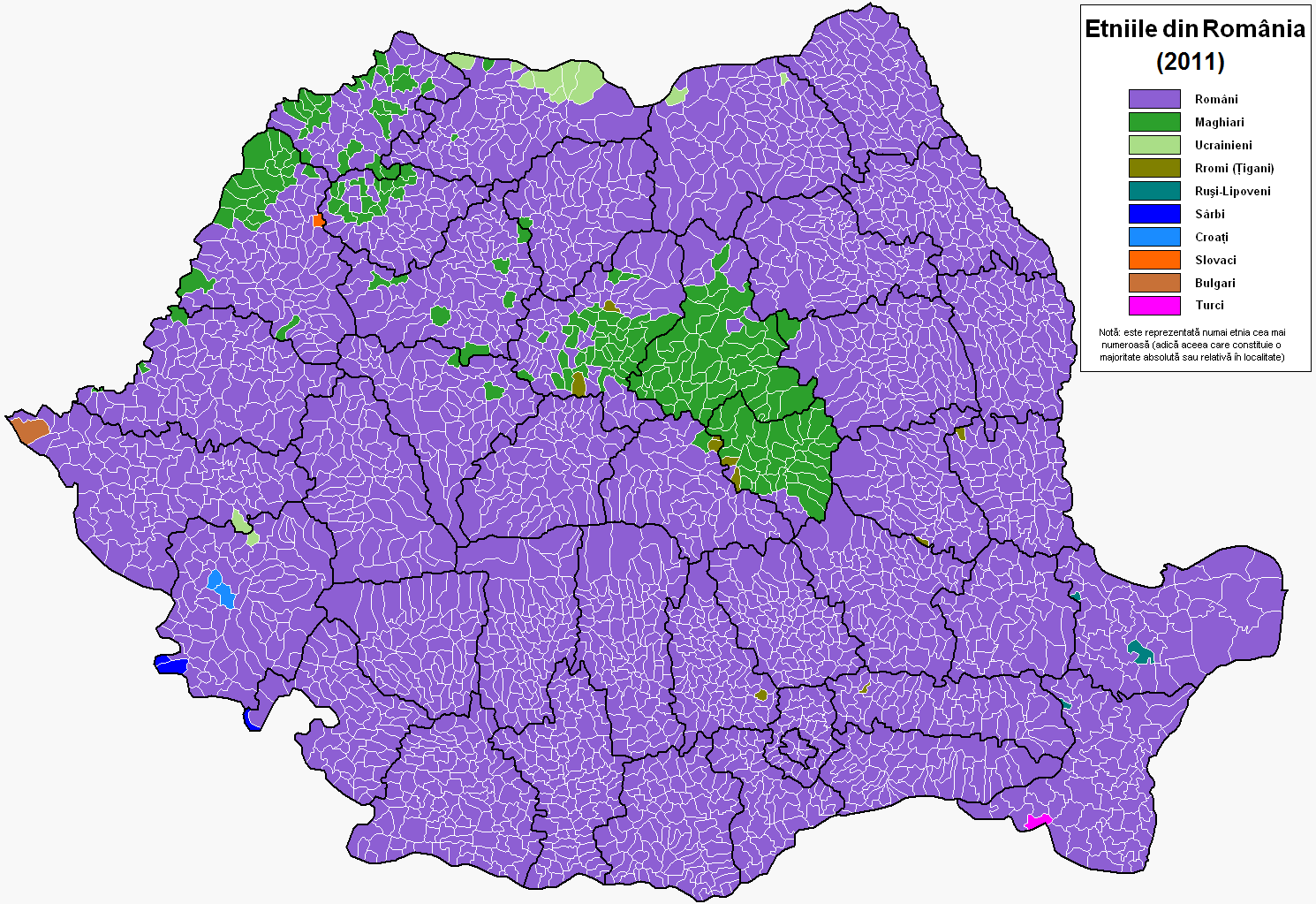
Венгерское меньшинство в Румынии (зелёный цвет)

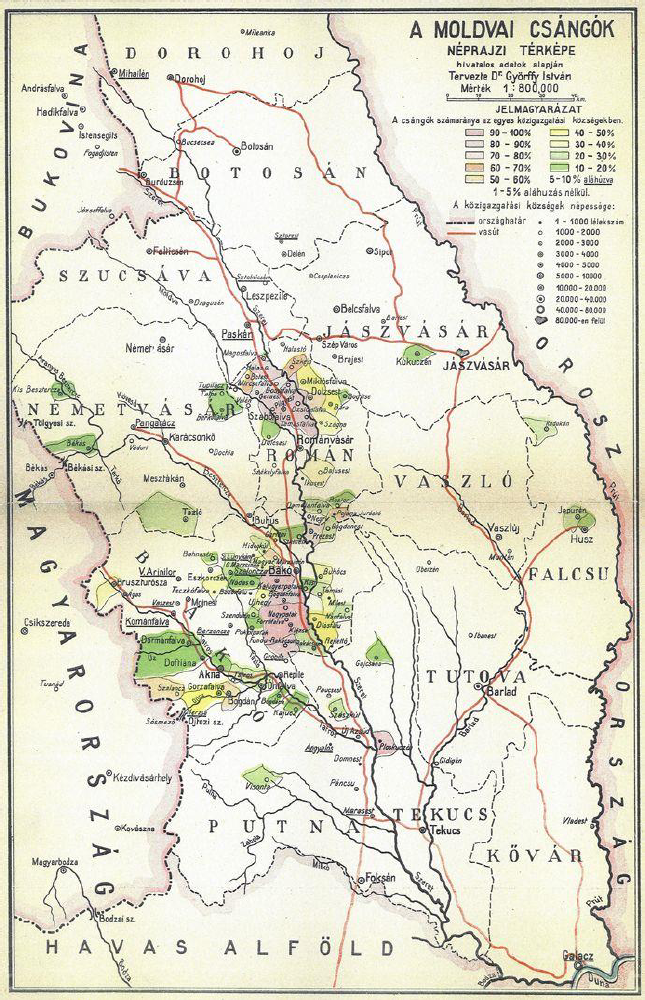
Расселение чангошей в Молдове

Как и секеи, чангоши — народ с неясным происхождением. По вероисповеданию — римо-католики и греко-католики. Проживают на восточных склонах Карпат. Исторически это субэтническая группа венгров. 
От Венгерского королевства чангоши отделились рано, после монгольского нашествия в XIII веке. Сейчас многие чангоши, в отличие от более западных секеев, сильно румынизированы: большинство либо полностью перешло на румынский язык, либо говорит на смеси древневенгерского и румынского языков. Всего насчитывается 83 селения, где проживают около 250 тысяч чангошей, однако из них лишь 60 тысяч чангошей говорят на диалектах родного языка. Хотя чангоши видят себя отдельным народом, официальные власти Румынии противятся введению образования на языке чангошей, несмотря на давление со стороны ЕС, поэтому традиций официального или литературного языка у чангошей нет — идиомы, на которых они говорят, считаются диалектами.